# NGC 3056
NGC 3056 é uma galáxia espiral barrada (SB0-a) localizada na direcção da constelação de Antlia. Possui uma declinação de -28° 17' 54" e uma ascensão recta de 9 horas, 54 minutos e 32,7 segundos.
A galáxia NGC 3056 foi descoberta em 30 de Março de 1835 por John Herschel.